# Pseudogenusa opalescens
Pseudogenusa opalescens är en fjärilsart som beskrevs av Hans Rebel 1909. Pseudogenusa opalescens ingår i släktet Pseudogenusa och familjen tofsspinnare. Inga underarter finns listade i Catalogue of Life.